# National Institute of Environmental Health Sciences

NIEHS-Signet

Das National Institute of Environmental Health Sciences (NIEHS) ist eine staatliche Forschungseinrichtung im Verbund der US-amerikanischen National Institutes of Health (NIH). Aufgabe des NIEHS ist es Krankheit und Behinderung bei Menschen durch die Erforschung von Umwelteinflüssen zu verringern.
Das NIEHS betreibt Grundlagenforschung, klinische Forschung und Fortbildungen für Forscher. Zu den Forschungsergebnissen des NIEHS gehört die Wirkung von Asbest, die Entwicklungsverzögerung bei Kindern, die Blei ausgesetzt waren, sowie Gesundheitsschäden durch Luftverschmutzung. Im Jahr 1994 gehörte Martin Rodbell zu den Empfängern des Medizinnobelpreises, der in den NIEHS-Labors arbeitete. Ebenfalls dort entdeckten Forscher 1995 ein Gen, das Prostatakrebs unterdrückt.

## Organisation
Das National Institute of Environmental Health Sciences liegt im Research Triangle Park (RTP) nahe Durham (North Carolina). Leiterin ist Dr. Linda Birnbaum, Ph.D., D.A.B.T., A.T.S.; der stellvertretende Leiter ist Richard Woychik.
Das NIEHS besteht aus:
- Division of Intramural Research (DIR), also Forschung innerhalb des NIEHS
- Division of Extramural Research and Training finanziert Forschung außerhalb
- Division of the National Toxicology Program ein ministerienübergreifendes Programm mit Hauptsitz im NIEHS